# PGAM1
PGAM1 (англ. Phosphoglycerate mutase 1) – білок, який кодується однойменним геном, розташованим у людей на 10-й хромосомі. Довжина поліпептидного ланцюга білка становить 254 амінокислот, а молекулярна маса — 28 804.
| 10         |  | 20         |  | 30         |  | 40         |  | 50         |
| ---------- |  | ---------- |  | ---------- |  | ---------- |  | ---------- |
| MAAYKLVLIR |  | HGESAWNLEN |  | RFSGWYDADL |  | SPAGHEEAKR |  | GGQALRDAGY |
| EFDICFTSVQ |  | KRAIRTLWTV |  | LDAIDQMWLP |  | VVRTWRLNER |  | HYGGLTGLNK |
| AETAAKHGEA |  | QVKIWRRSYD |  | VPPPPMEPDH |  | PFYSNISKDR |  | RYADLTEDQL |
| PSCESLKDTI |  | ARALPFWNEE |  | IVPQIKEGKR |  | VLIAAHGNSL |  | RGIVKHLEGL |
| SEEAIMELNL |  | PTGIPIVYEL |  | DKNLKPIKPM |  | QFLGDEETVR |  | KAMEAVAAQG |
| KAKK       |  |            |  |            |  |            |  |            |

A: Аланін

C: Цистеїн

D: Аспарагінова кислота

E: Глутамінова кислота

F: Фенілаланін

G: Гліцин

H: Гістидин

I: Ізолейцин

K: Лізин

L: Лейцин

M: Метіонін

N: Аспарагін

P: Пролін

Q: Глутамін

R: Аргінін

S: Серин

T: Треонін

V: Валін

W: Триптофан

Кодований геном білок за функціями належить до гідролаз, ізомераз, фосфопротеїнів. 
Задіяний у таких біологічних процесах, як гліколіз, ацетилювання. 